# Marcipopsis niobe
Marcipopsis niobe är en fjärilsart som beskrevs av Pierre E.L. Viette 1972. Marcipopsis niobe ingår i släktet Marcipopsis och familjen nattflyn. Inga underarter finns listade i Catalogue of Life.